# Heinkel
Heinkel Flugzeugwerke – niemiecka wytwórnia lotnicza założona przez Ernsta Heinkla. W latach 30. i 40. produkowała samoloty bojowe, głównie bombowce, dla Luftwaffe.

## Historia

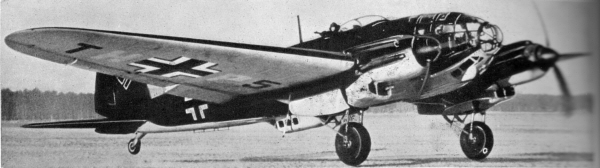
Heinkel He 111

Wytwórnia Heinkel została założona 1 grudnia 1922 roku w Warnemünde po złagodzeniu restrykcji dotyczących przemysłu lotniczego nałożonych na Niemcy na mocy traktatu wersalskiego. Powstały pierwsze konstrukcje własne – He 1 oraz He 2, ponadto uruchomiono produkcję licencyjną samolotów firmy Svenska Aero A.B. Rozwój firmy umożliwiły zamówienia z zagranicy. W 1925 r. Henkel otrzymał zamówienia z Japonii, a w 1930 z ZSRR. Spowodowało to konieczność rozbudowy macierzystych zakładów w Warnemünde oraz budowę dwóch małych w Rostocku. Pierwszym sukcesem firmy było skonstruowanie w 1932 roku szybkiego samolotu pocztowego Heinkel He 70 Blitz. Maszyna ta ustanowiła wiele rekordów prędkości i stała się podstawą do skonstruowania większego, dwusilnikowego samolotu Heinkel He 111 Doppel-Blitz. Głównymi inżynierami fabryki Heinkla byli bracia Siegfried i Walter Günter, oraz Heinrich Hertel, konstruktorzy obu wymienionych maszyn. W 1935 r. zbudowano nową fabrykę w Rostock-Marienehe oraz kolejną w Oranienburgu. 
Firma Heinkel jest najbardziej znana jako producent samolotów bojowych dla niemieckiej Luftwaffe używanych podczas II wojny światowej. Pierwszymi bombowcami Heinkla były przebudowane do tej roli samoloty He 70 i He 111, który stał się podstawą niemieckiego lotnictwa bombowego. Wytwórnia dostarczyła także najcięższy bombowiec Luftwaffe Heinkel He 177 Greif, który jednak nie został wyprodukowany w dużych ilościach.

Wytwórnia Heinkel Flugzeugwerke próbowała również swoich sił w konstrukcji samolotów myśliwskich, ale z dużo mniejszym powodzeniem. Pierwsza maszyna Heinkel He 112 przegrała rywalizację z konstrukcją Messerschmitta Bf 109, a jego wersja rozwojowa Heinkel He 100 nie została przyjęta na uzbrojenie ze względu na nieprzychylną opinię Ministerstwa Lotnictwa Rzeszy (niem. Reichsluftfahrtministerium). 
Kolejnym projektem firmy był nocny myśliwiec He 219 Uhu, który również ze względu na nieprzychylne opinie polityczne nie został wdrożony do masowej produkcji, a był budowany jedynie w ograniczonych ilościach.
W 1941 roku firma Heinkel połączyła się z wytwórnią silników lotniczych Hirth, dzięki czemu jako Heinkel-Hirth, zyskała możliwość produkcji własnych jednostek napędowych.

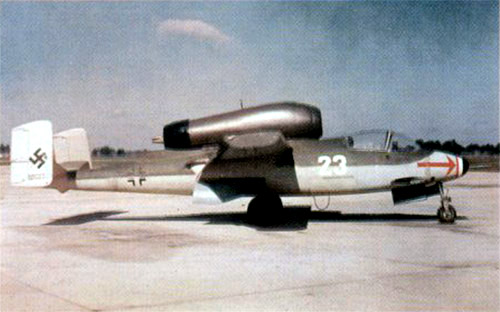
Heinkel He 162 Volksjäger

Firma Heinkel zaznaczyła swój udział także na polu pionierskich technologii samolotów napędzanych silnikami odrzutowymi i rakietowymi. Już w 1939 roku wzbił się w powietrze pierwszy w świecie samolot z napędem rakietowym Heinkel He 176, a wkrótce po nim Heinkel He 178, pierwszy samolot turboodrzutowy. Do znaczących sukcesów firmy należy również pierwszy dwusilnikowy myśliwiec odrzutowy Heinkel He 280, który został oblatany i mimo bardzo obiecujących wyników testów nie wszedł do uzbrojenia ze względu na brak zainteresowania Ministerstwa Lotnictwa Rzeszy. 
Pod koniec wojny wprowadzono do uzbrojenia kolejny myśliwiec odrzutowy konstrukcji Heinkla He 162 Volksjäger, który jednak nie odegrał znaczącej roli w walkach przed kapitulacją Niemiec. 
Po zakończeniu działań wojennych ze względu na zakaz budowy samolotów firma Heinkel rozpoczęła produkcję motocykli, skuterów i małych samochodów. Ostatecznie w latach 50. wznowiono produkcję samolotów, budując licencyjne myśliwce Lockheed F-104 Starfighter dla potrzeb zachodnioniemieckiej Luftwaffe.
W 1965 roku firma została wchłonięta przez Vereinigte Flugtechnische Werke (VFW), która z kolei została w 1980 roku przejęta przez Messerschmitt-Bölkow-Blohm GmbH.

## Samoloty produkowane przez zakłady Heinkla
- Heinkel He 12 – wodnosamolot
- Heinkel He 37 – myśliwiec
- Heinkel He 38 – myśliwiec
- Heinkel He 42 – wodnosamolot
- Heinkel He 43 – myśliwiec
- Heinkel He 45 – bombowiec szkolno-treningowy
- Heinkel He 46 – rozpoznawczy
- Heinkel He 49 – myśliwiec
- Heinkel He 50 – dwupłatowy samolot rozpoznawczy, bombowiec nurkujący
- Heinkel He 51 – dwupłatowy myśliwiec i samolot bliskiego wsparcia
- Heinkel He 57 Heron –
- Heinkel He 58 –
- Heinkel He 59 – dwupłatowy wodnosamolot rozpoznawczy
- Heinkel He 60 – pokładowy wodnosamolot rozpoznawczy, dwupłatowiec
- Heinkel He 70 Blitz – pasażersko-pocztowy
- Heinkel He 72 Kadett – szkolny
- Heinkel He 74 – prototypowy myśliwiec i samolot zaawansowanego szkolenia
- Heinkel He 100 – myśliwiec
- Heinkel He 111 – bombowiec
- Heinkel He 112 – myśliwiec
- Heinkel He 113 – alternatywne oznaczenie He 100
- Heinkel He 114 – rozpoznawczy
- Heinkel He 115 – wodnosamolot torpedowo-bombowy
- Heinkel He 116 – transportowo-rozpoznawczy
- Heinkel He 118 – bombowiec nurkujący
- Heinkel He 119 – szybki jednosilnikowy bombowiec (prototyp), samolot rozpoznawczy 1937 rok.
- Heinkel He 120 – projekt czterosilnikowego długodystansowego wodnosamolotu pasażerskiego 1938 rok.
- Heinkel He 162 Volksjäger – myśliwiec odrzutowy
- Heinkel He 170 – rozpoznawczy
- Heinkel He 172 – szkolny
- Heinkel He 176 – samolot rakietowy
- Heinkel He 177 – bombowiec
- Heinkel He 178 – samolot z napędem turboodrzutowym
- Heinkel He 219 Uhu – nocny myśliwiec
- Heinkel He 274 – bombowiec
- Heinkel He 277 – bombowiec czterosilnikowy
- Heinkel He 280 – prototyp myśliwca odrzutowego
- Heinkel He 343 – odrzutowy bombowiec czterosilnikowy
- Heinkel He 519 – projekt jednosilnikowego bombowca
- Heinkel He P.1078A – projekt myśliwca o napędzie odrzutowym
- Heinkel He P.1078B – projekt myśliwca o napędzie odrzutowym w konfiguracji bezogonowej
- Heinkel He P.1078C – projekt myśliwca o napędzie odrzutowym w konfiguracji bezogonowej 1944
- Heinkel He P.1079A – projekt dwusilnikowego odrzutowego myśliwca nocnego
- Heinkel He P.1079B/I – ciężki myśliwiec odrzutowy w konfiguracji latającego skrzydła, zdolny do działań w każdych warunkach pogodowych
- Heinkel He P.1079B/II – wersja rozwojowa samolot Heinkel He P.1079B/I 1945 rok.